# ヨアヒム・フェスト

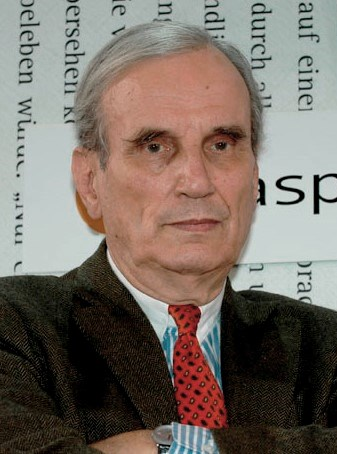
ヨアヒム・フェスト

ヨアヒム・クレメンス・フェスト（Joachim Clemens Fest, 1926年12月8日 - 2006年9月11日）は、ドイツの歴史家、ジャーナリスト、評論家、編集者、作家。ナチスについての著作やコメンテーターとして最もよく知られている。ヒトラーやシュペーアとドイツのレジスタンス運動について詳しい。

## 生涯
1926年にベルリン郊外のカールホルスト保守的なカトリック教徒の教師の家庭に生まれる。ナチスに反感を持っていた父親はヒトラー・ユーゲントへの協力拒否を貫いたために学校から追放された。そのためにヨアヒム自身もヒトラー・ユーゲントに参加することはなかった。父はカトリック教会付属の寄宿制学校の教職を得てフライブルクに移った。
ヨアヒムは18歳になると、武装親衛隊への志願を強要されるのを恐れ、父親の反対を押し切ってドイツ国防軍に志願した。しかし、フランスで捕虜になり終戦を迎える。
戦後、フライブルク大学で法律、社会学、歴史や文学を学ぶ。卒業後、アメリカがベルリンに設置したアメリカ軍占領地区放送局（英: Radio In the American Sector,独: Rundfunk im amerikanischen Sektor, 通称：RIAS）に勤務した。そこでドイツ近現代史のラジオレポートを担当したことが歴史研究を始める切っ掛けとなった。その仕事が高く評価され、北ドイツ放送に移籍し雑誌編集者を務めた。その後北ドイツ放送を辞職して、フリーの評論家としてナチス関連の書籍を出版した。1999年エドゥアルト・ライン財団文化賞受賞。
2006年、フランクフルト郊外のクロンベルクにある自宅で死去した。

## 著作（訳書）
- 『ヒトラー』 赤羽龍夫・関楠生・永井清彦・鈴木満訳（河出書房新社（上・下）、1975年）
- 『ヒトラー 最期の12日間』 鈴木直訳（岩波書店、2004年）

## 映画
- ヒトラー 〜最期の12日間〜　2004年公開（原題：Der Untergang）

## ドキュメンタリー
- ヒトラー（全3巻、6話）VHS、2001年発売、ビデオメーカー（ドイツZDF制作、一部に出演、NHK教育テレビ『海外ドキュメンタリー』で放送）
- ヒトラー（上・下）VHS、1997年発売、アイ・ヴィー・シー　（監督）
- ヒトラー　DVD、2002年発売、アイ・ヴィー・シー　（原題：Hitler A Career）